# Tomnatic

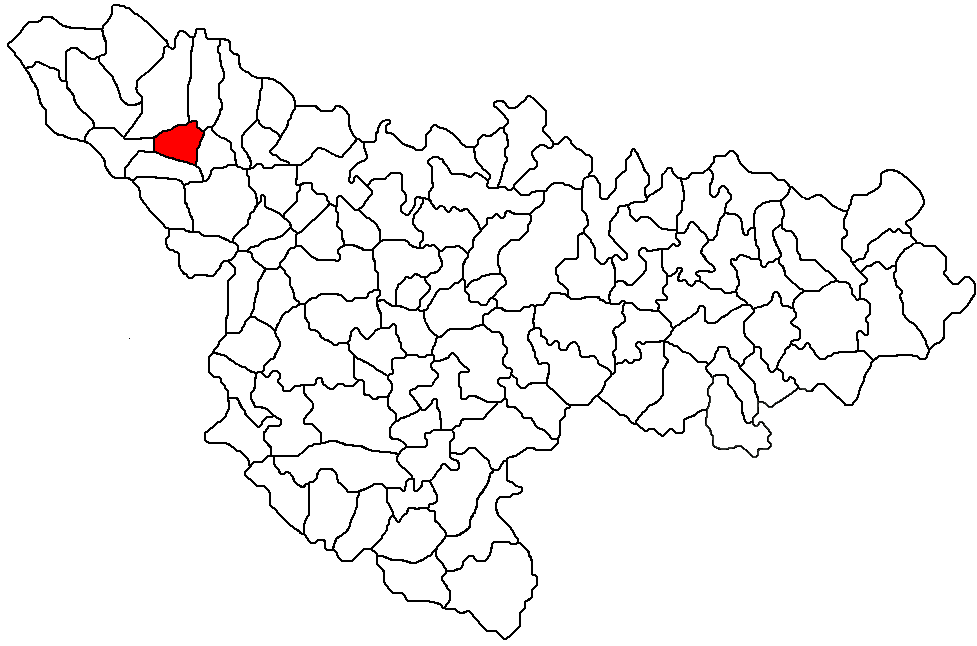
Localização de Tommatic no distrito de Timis, Romênia

Tomnatic é uma comuna romena localizada no distrito de Timiș, na região histórica do Banato (parte da Transilvânia). A comuna possui uma área de 35.38 km² e sua população era de 3096 habitantes segundo o censo de 2007.